# ヘアスプレー (1988年の映画)
『ヘアスプレー』（Hairspray）は、ジョン・ウォーターズ監督・脚本による1988年公開のアメリカ合衆国のロマンティック・ミュージカル・コメディ映画。リッキー・レイク、ディヴァイン、デボラ・ハリー、ソニー・ボノ、ジェリー・スティラー、レスリー・アン・パワーズ、コリーン・フィッツパトリック、マイケル・セント・ジェラルドが出演した。低予算で悪趣味映画を撮り続けていたウォーターズ初のメジャー系映画である。その結果アメリカ映画協会による映画のレイティングシステムではこれまでほとんどがX指定であったが、この作品では中程度のPG指定となった。1962年のメリーランド州ボルチモアを舞台に、明るくふくよかな10代のトレイシー・ターンブラッドが地元のテレビ番組でダンサーとしてスターになり、人種差別と闘う様子を描いている。
劇場公開当初は800万ドルとまずまずの興行成績であったが、1990年代にビデオ化されるとさらに多くが視聴しカルト・クラシックとなった。多くの批評家が作品を称賛したが、全体的にキャンプであるとして批判する者もいた。2008年、『エンパイア』誌が選ぶ映画500選で444番となった。
2002年より、この映画を原作としたブロードウェイ・ミュージカル『ヘアスプレー』が上演され、2003年、トニー賞においてミュージカル作品賞を含む8部門を受賞した。2007年、この舞台版を映像化した映画『ヘアスプレー』がニュー・ライン・シネマから公開された。

## あらすじ
舞台は1960年代初頭のボルチモア。高校生のトレイシー・ターンブラッド(リッキー・レイク)と親友ペニー・ピングルトン(レスリー・アン・パワーズ)は地元の10代向けロックン・ロールの人気ダンス番組『コーニー・コリンズ・ショー』(実在した『バディ・ディーン・ショー』をモデルにしている)の大ファンでオーディションを受ける。ペニーは緊張しすぎて面接で口ごもり、別の黒人少女ネイディンは肌の色を理由に断られ、ネイディンは毎月最終木曜がブラック・デーのためそちらに行くように言われる。トレイシーは巨体にもかかわらずダンスの実力は素晴らしく、番組で長く女王に君臨している美しいが意地悪な同級生アンバー・フォン・タッスル(コリーン・フィッツパトリック)はいらいらする。アンバーの父フランクリン・フォン・タッスル(ソニー・ボノ)と母ヴェルマ(デボラ・ハリー)は遊園地タイテッド・エイカーズ(実在した白人のみ入場可のグウェン・オーク・パークをモデルにしている)を所有する有力者である。トレイシーはアンバーのボーイフレンドのリンク・ラーキン(マイケル・セント・ジェラルド)を奪い、1963年ミス・オート・ショーをかけて争うことになり、アンバーはトレイシーへの憎悪を膨らませる。
夢が叶って番組にレギュラー出演することになり、かなり太めの彼女だったが、そんな事を全く気にしないチャーミングさが受けて人気者になる。しかしその番組には人種差別規定があり、納得できない彼女は抗議しようとする。 トレイシーはミスター・ピンキー(アラン・J・ウェンドル)所有の洋服店ヘフティ・ハイディウェイにおいて大きいサイズのモデルとして雇われる。1960年代、ブリーチして逆毛を立てたトレイシーのビッグ・ヘアーは人気の髪型となる。学校ではトレイシーの髪型を「不適切な髪型」と指定し、校長室に呼び出されて特殊教育クラスに送られ、学力で劣るとして入れられた黒人生徒たちと出会う。彼らはトレイシーをリズム・アンド・ブルースのレコード店店長で番組ブラック・デー司会者のモーターマウス・メイベル(ルース・ブラウン)に紹介する。彼らはトレイシー、ペニー、リンクにダンスのステップを教え、ペニーはメイベルの息子シーウィード(クレイトン・プリンス)と異人種間での恋愛感情を持つ。ペニーの母プルデンス(ジョアン・ハーヴィラ)はこれに激怒し、ベッドルームに拘束していんちき精神医学者ドクター・フレドリックソン(ジョン・ウォーターズ監督)の助けを借りて白人男子と交際するよう洗脳しようとする。シーウィードが忍び込んでペニーを助け出して共に家出する。
トレイシーはメイベル、コーニー・コリンズ(ショウン・トンプソン)、彼のアシスタントのタミー(ミンク・ストール)、横柄で巨体だが広場恐怖症の母エドナ(ディヴァイン)の助けを借りてコンテスト優勝を目指す。タイテッド・エイカーズでの民族紛争でトレイシーが逮捕され、タッスル家は人種差別をより強固にする。ヴェルマの大きな髪型に爆弾を仕掛けてミス・オート・ショーの中止を目論むと予定より早く爆発し、アンバーの頭に飛び移り、タッセル家はボルチモア警察に逮捕される。トレイシーはミス・オート・ショーで優勝し、アンバーはメリーランド州知事に放免されるが女王の座から降ろされる。トレイシーは番組の差別を撤廃し、皆一緒に踊る。

## キャスト
- リッキー・レイク：トレイシー・ターンブラッド - 主人公。楽天的で、テレビ番組でダンスすることを熱望する10代の女子。差別に抗議する。
- ディヴァイン：エドナ・ターンブラッド、アーヴィン・ホッジパイル（二役） - トレイシーの優しく巨体の母で体形を恥じている。
- デボラ・ハリー：ヴェルマ・フォン・タッセル - 悪役。ターンブラッド親子を毛嫌いしている。
- ソニー・ボノ：フランクリン・フォン・タッセル
- ジェリー・スティラー：ウィルバー・ターンブラッド - トレイシーの愉快な父で娘を勇気づける。
- レスリー・アン・パワーズ：ペニー・ピングルトン - トレイシーの元気はいいがシャイで愛情深い親友。
- コリーン・フィッツパトリック：アンバー・フォン・タッセル - 気取り屋でトレイシーと敵対する『コーニー・コリンズ・ショー』のスター・ダンサー。
- マイケル・セント・ジェラルド：リンク・ラーキン - 10代の人気者。
- クレイトン・プリンス：シーウィード・J・スタブス - クールで優しいダンサー。
- ルース・ブラウン：モーターマウス・メイベル・スタブス - フレンドリーで頑固なアフリカ系アメリカ人。シーウィードの母。
- ショーン・トンプソン：コーニー・コリンズ - 『コーニー・コリンズ・ショー』のエキセントリックな司会者。
- ミンク・ストール：タミー
- ジョアン・ハヴリラ：プルデンス・ピングルトン
- アラン・J・ウェンドル：ミスター・ピンキー
- トウサント・マコール：本人役
- ジョン・ウォーターズ：ドクター・フレドリックソン

カウンシル・メンバー
- ジョシュ・チャールズ：イギー
- ジェイソン・ダウンズ：ボビー
- ホルター・グラハム：IQジョーンズ
- ダン・グリフィス：ブラッド
- レジーナ・ハモンド：パム
- ブリジット・キンジー：コンスエラ
- フランキー・モルデン：ダッシュ
- ブルック・ステイシー・ミルズ：ルー・アン・レヴォロスキ
- ジョン・オロフィノ：フェンダー
- キム・ウエブ：カーメリタ
- デブラ・ワース：シェリー

特別出演
- リック・オケイセック：ビート・ジェネレーションの画家
- ピア・ザドラ：ビート・ジェネレーションの女子

## 製作
ジョン・ウォーターズは実際の出来事を大まかに基にして『ホワイト・リップスティック』という題名で脚本を書いた。1950年代から1960年代初頭、ボルチモアでは『バディ・ディーン・ショー』はディック・クラークの『アメリカン・バンドスタンド』より先に放送開始していた。1983年、ウォーターズは映画に先んじて自著『Crackpot: The Obsessions of John Waters 』で『バディ・ディーン・ショー』について触れている。実際にロック・ダンス番組『バディ・ディーン・ショー』の大ファンであったウォーターズが、自身の思い入れを込めて制作した映画である。
1987年夏、ボルチモア内外で撮影が行われた。学校のシーンはペリー・ホール高等学校で撮影されたが、図書館、1階の英語教室、校長室はセットで撮影された。校長室のセットではメイン・ロビーに18世紀の著名な商人のハリー・ドージー・ゴフの紋章が掛けてあるのが出入り口を通して映っている。遊園地ティルテッド・エイカーズのシーンはペンシルベニア州アレンタウンにあるドーニー・パークで撮影された。
ディヴァインにとって最後にして唯一ウォーターズ作品で主演でない映画となった。当初ディヴァインはトレイシーとエドナの二役を演じることを考慮されていた。ニュー・ライン・シネマの重役、映画配給者らはこのコンセプトに反対し、最終的に却下された。
メジャー映画のため従来の彼の映画と比べると毒が薄まっているが、端々にウォーターズらしさが現れている。最後にトレイシーの着るドレスはゴキブリ柄である。

### カットされたシーン
- トレイシーとペニーがパークビルVFWダンスに行くシーン。トレイシーは父のバラエティ・ショップで初めて働くが、ダンスに行きたいために客を追い出す。シーンはカットされたが客役の出演者はエンド・クレジットに名前が記載されている。
- トレイシーが学校をさぼり、エッタ・ガウン・ショップで靴を盗み、フォン・タッスル邸に忍び込み、アンバー用のシンクでアンバーのブリーチで髪を脱色したため、物語途中で髪色が変わる[5]。
- ティルテッド・エイカーズでトレイシーの髪からゴキブリが出てくる。ゴキブリが出てくるシーンはカットされたが、アンバーが酷く驚くリアクションは別の組み合わせで残されている。ニュー・ラインCEOのボブ・シェイは「このシーンは良くない。これはルイス・ブニュエルの映画か?カットは正しかった」と語った[5]。
- ペニーとシーウィードが逃げ出した後、ネイディンの家に避難する。
- オート・ショーにて若者が1960年代の「ザ・スチューピディティ」を踊るミュージカルのシーン。ウォーターズは「フィナーレで誰もこんなシーンは観たくないだろう」と語った[5]。

## 評判

### 批評
批評家ジーン・シスケルとロジャー・イーバートは三ツ星をつけた。
Rotten Tomatoesでは98%の評価を受け、ウォーターズの作品で『マルチプル・マニアックス』に続く2番目の高評価となった。「ウォーターズの作品で最も観やすい作品で、これまでのイメージを覆す作品である」と評価された。

### 興行収入
1988年2月26日、北米の映画館79箇所で上映が開始し、初週577,287ドルをあげた。3月11日、227箇所に拡大し、13日までで966,672ドルをあげた。上映終了までに8,271,108ドルをあげた。

### 受賞歴
インディペンデント・スピリット賞で6部門、サンダンス映画祭グランプリにノミネートされた。

## 派生作品

### ブロードウェイ・ミュージカル
2002年中盤、プロデューサーのマーゴ・リオンは脚本家のマーク・シャイマン、トーマス・ミーハンと組んでブロードウェイ・ミュージカル化を企画した。2002年8月15日、マリッサ・ジャレット・ウィノカーがトレイシー役、ハーヴェイ・ファイアスタインがエドナ役で開幕した。2003年、トニー賞においてミュージカル作品賞を含む8部門を受賞した。2009年1月4日閉幕した。

## 2007年のリメイク映画
2006年、アダム・シャンクマン監督によってブロードウェイ・ミュージカルからリメイク映画化された。2007年7月20日より全米公開され、日本では同年10月20日より公開された。ジョン・トラヴォルタがエドナ役、ミシェル・ファイファーがヴェルマ役、クリストファー・ウォーケンがウィルバー役、アマンダ・バインズがペニー・ピングルトン役、ブリタニー・スノウがアンバー・フォン・タッスル役、クィーン・ラティファがモーターマウス・メイベル役、ジェームズ・マースデンがコーニー役、ザック・エフロンがリンク役、そして新人のニッキー・ブロンスキーがトレイシー役に配役された。製作費7,500万ドルで、世界中で2億ドルをあげた。

## サウンドトラック
1988年、MCAレコードよりサウンドトラックがリリースされた。レイチェル・スウィートによるオリジナル曲および、1960年代初頭のジーン・ピットニー、トウセント・マコール、ザ・アイケッツなどによる11曲が収録されている。また1964年の『You Don't Own Me 』、1963年の『Mama Didn't Lie 』も収録されている。
追加曲
映画では他にも曲が使用されているが、そのほとんどがアレン・クライン所有のカメオ・パークウェイ・レコードの曲のため権利問題で収録されなかった。
- Limbo Rock – チャビー・チェッカー
- Let's Twist Again - チャビー・チェッカー
- Day-O – ピア・ザドラ
- Duke of Earl – ジーン・チャンドラー
- Train to Nowhere – ザ・チャンプス
- Dancin' Party – チャビー・チェッカー
- The Fly – チャビー・チェッカー
- The Bird – ザ・デュトンズ
- Pony Time – チャビー・チェッカー
- Hide and Go Seek – バンカー・ヒル
- Mashed Potato Time – ディ・ディ・シャープ
- Gravy (For My Mashed Potatoes) – ディ・ディ・シャープ
- Waddle, Waddle – ザ・ブレスレッツ
- Do the New Continental – ザ・ドヴルズ
- You Don't Own Me – レスリー・ゴア
- Life's Too Short – ザ・ラファイエッツ

## ホーム・メディア
1989年、RCA/コロンビア・ピクチャーズ・ホーム・ビデオからVHSとレーザーディスクが出版された。1996年、ニュー・ラインがVHSを出版した。
2002年、ニュー・ラインからDVDが出版された。ジョン・ウォーターズとリッキー・レイクのオーディオコメンタリー、予告編が収録された。2014年3月4日、ブルーレイが出版された。
日本では2004年にDVDが紀伊國屋書店から発売されたのち廃盤となって以降、視聴がかなわない作品となっていたが、ワーナー・ブラザース・ホームエンターテイメントから2017年12月にDVDが発売された。

## 補足
1. ^ 2008年、映画配給権がワーナー・ブラザースに移った。